# Elena Zucotti
Elena Zucotti fue una actriz argentina de cine, radio y teatro.

## Carrera
Zucotti fue una actriz de reparto que tuvo breves roles en filmes de 1930 y 1940, generalmente con temática gauchesca. Debutó en la película Dancing, dirigida por Luis José Moglia Barth, y protagonizada por figuras como Arturo García Buhr, Amanda Ledesma, Alicia Vignoli y Tito Lusiardo. Fue dirigida por grandes de la escena nacional como Raúl Gurruchaga, Leopoldo Torres Ríos, Arturo S. Mom y Roberto de Ribón, entre otros. Se despide en 1946 con la película Romance musical, de la mano de Ernesto Arancibia, con Libertad Lamarque.
Se conoció personalmente con celebridades de aquellos años como fue el dramaturgo Roberto Arlt. Fue compañera de pensión en sus inicios como actriz de Eva Duarte junto con otras ocasionales compañeras, se la veía frecuentemente charlando en los cafés de la Avenida Corrientes con otras actrices como Nelly Ayllón o Anita Jordán.
En radio incursionó en importantes radioteatros como Las madres piden paz, emitida por Radio Belgrano, con Jorge Lanza, Nora Osés y Josefina Ríos.
En teatro compartió escena con estrellas de la talla de Carmen Lamas, Tita Merello, Severo Fernández e Ibis Blasco.

## Filmografía
- 1946: Romance musical.
- 1944: Pachamama.
- 1938: Villa Discordia.
- 1938: La estancia del gaucho Cruz.
- 1938: Pampa y cielo.
- 1933: Dancing.

## Radio
- 1934: Las madres piden paz.

## Teatro
- 1962: Siempre existió un Don Juan.
- 1954: Los tres berretines.
- 1954: Los muchachos de antes no usaban gomina.
- Mercado de amor en Argelia.
- 1942: Gran Colmao "El Tronao".
- 1941: La novia perdida.
- 1935: Ocho en línea.
- 1934: A Juan I de Ardula, le han encajado la mula.
- 1934: El callejón de la alegría.
- 1934: Papá, comprame un príncipe.
- 1933: Ensayo General.